# Sörgårdstjärnen, Ångermanland
Sörgårdstjärnen är en sjö i Härnösands kommun i Ångermanland och ingår i Gådeåns huvudavrinningsområde.